# Agnete Gersing
Agnete Gersing (født 8. november 1963 i København) er en dansk embedsmand. Hun var 2015-19 departementschef i Uddannelses- og Forskningsministeriet. I løbet af de fire år nåede hun at tjene under fem meget forskellige ministre for uddannelse og forskning. I november 2019 meddelte hun sin afgang fra ministeriet til fordel for en stilling som kommitteret i Finansministeriet.
Hun er uddannet cand.polit. fra Københavns Universitet i 1991.
Før hun tiltrådte stillingen som  departementschef i Uddannelses- og Forskningsministeriet, var hun direktør for først Konkurrencestyrelsen og siden Konkurrence- og Forbrugerstyrelsen.
I juni 2020 tiltrådte hun som hospitalsdirektør på Herlev og Gentofte Hospital, en stilling som hun af personlige årsager fratrådte allerede 10 måneder efter.